# Koktejlový experiment
Koktejlový experiment je osmý díl první řady amerického televizního seriálu Teorie velkého třesku. V této epizodě hostují Sarayu Blue, Brian George a Alice Amter. Režisérem epizody je Ted Wass.

## Děj
Raj seznamuje své přátele se svými rodiči (Brian George a Alice Amter). Ti mu oznamují, že mu domluvili rande s Lalitou Guptou (Sarayu Blue), dívkou a studentkou zubařství, kterou zná Raj z dětství. Sám z toho nadšený není, už jen proto, že není schopen mluvit se ženami. Rande si s ní domluvit nechce, přesto mu jej s Lalitou po telefonu domluví Howard vydávající se za Raje. Mezitím se Penny snaží naučit se práci za barem, aby si mohla vydělat nějaké ty peníze navíc. Jako "pokusné králíky" ke zkoušení koktejlů si zvolí své kamarády. Všichni popíjí alkohol, načež zjistí, že je Raj schopný po jeho požití se ženami promluvit.
Raj se tedy rozhodne na rande jít. Probíhá v restauraci, kde pracuje Penny tak, aby ostatní mohli dohlédnout na to, jak se podnapilý Raj chová. Je však opilý natolik, že rande neskončí dobře, naopak Lalita odejde se Sheldonem, který jí chvíli předtím složil několik komplimentů. Raj se následující den snaží urovnat vzniklou situaci před svými rodiči. Leonard se Sheldona ptá, jestli se plánuje s Lalitou vidět ještě jednou. Ten mu odpoví, že již zubařku má.

## Obsazení
| Johnny Galecki | Leonard Hofstadter |
| Jim Parsons    | Sheldon Cooper     |
| Kaley Cuoco    | Penny              |
| Simon Helberg  | Howard Wolowitz    |
| Kunal Nayyar   | Raj Koothrappali   |
| Sarayu Blue    | Lalita Gupta       |
| Brian George   | V.M. Koothrappali  |
| Alice Amter    | paní Koothrappali  |